# Korsuń Szewczenkowski
Korsuń Szewczenkowski (ukr. Корсунь-Шевченківський, Korsuń-Szewczenkiwśkyj; do 1944 roku Korsuń, ukr. Корсунь) – miasto na Ukrainie, w obwodzie czerkaskim, w  rejonie czerkaskim, nad rzeką Roś, przed 2020 siedziba administracyjna rejonu korsuńskiego. W 2017 roku liczyło ok. 18,2 tys. mieszkańców.

## Historia

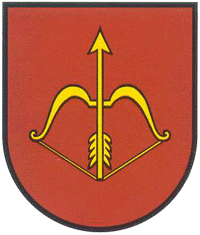
Dawny herb Korsunia z 1585 r.

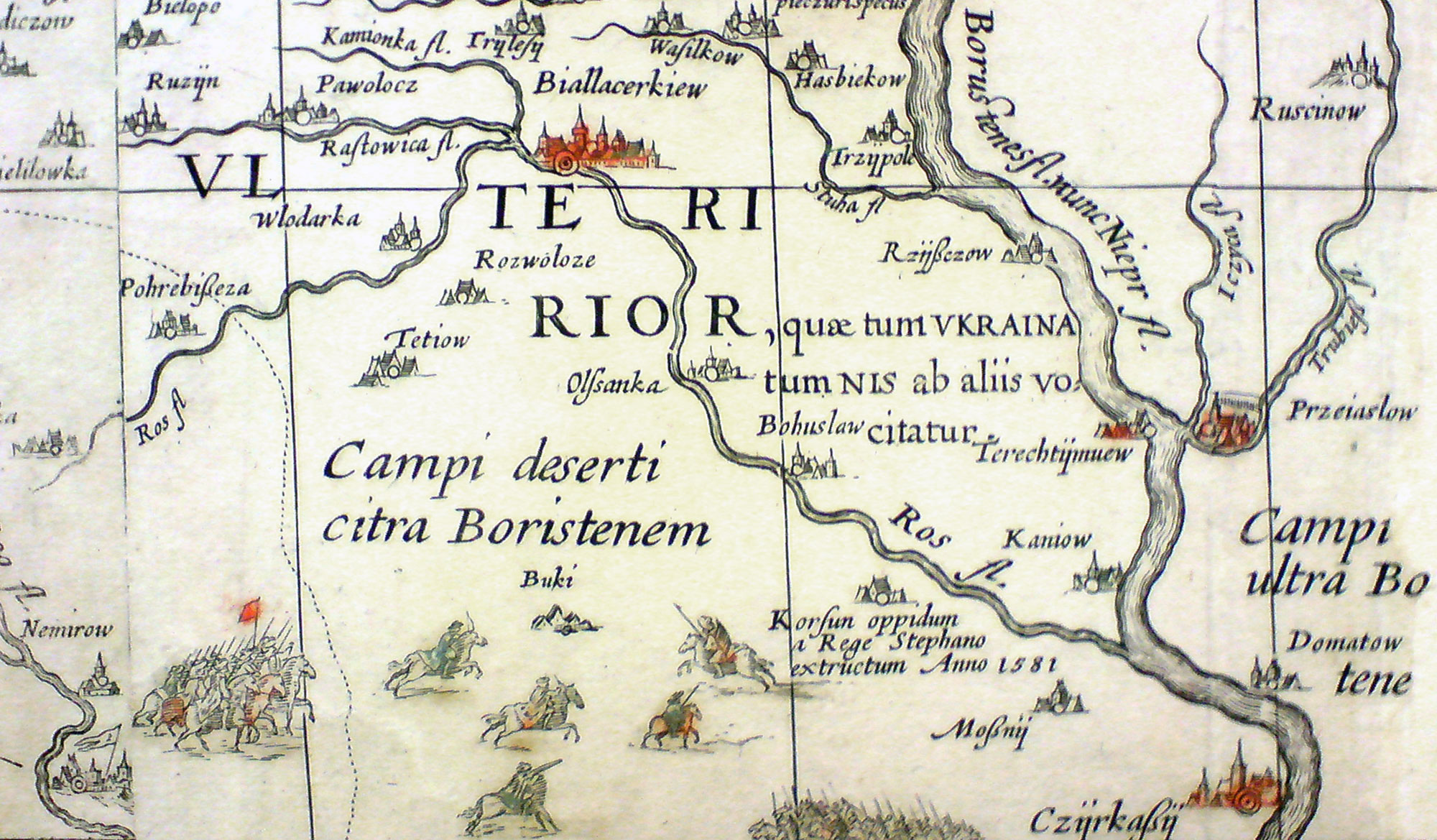
Korsuń na mapie radziwiłłowskiej (1613 r.) Łaciński opis: "Miasteczko Korsuń wybudowane przez Króla Stefana w roku 1581"

Pierwsze wzmianki pochodzą z XII wieku. Osada została doszczętnie zniszczona przez nawałę mongolską w 1240. W miejscu tym niemal 350 lat później Stefan Batory założył miasto i nadał mu prawo magdeburskie. Po najazdach Tatarów w rękach Wiśniowieckich. Koło Korsunia we wsi Wyhrajew podczas powstania Chmielnickiego w 1648 odbyła się bitwa, w której wojska polskie poniosły druzgocącą klęskę. Umocnił go w 1664 roku Jan Sapieha, dzięki czemu, pomimo tego, że był uznawany za słabą twierdzę, w 14 kwietnia 1665 roku polska załoga pod dowództwem starosty Samuela Leszczyńskiego i komendanta Jana Dennemarka obroniła się w niej przed atakiem wspomaganego przez Rosjan kozackiego pułkownika Hryhorija Hamaliji, jednakże samo miejsce zostało spalone.
Od 1765 r. w rękach księcia Stanisława Poniatowskiego – bratanka króla Stanisława Augusta Poniatowskiego. Uwłaszczył on ruskich chłopów w swoich majątkach. 

Książę Stanisław Poniatowski zostawił kilka pamiątek w Korsuniu. Skorzystał z górzystéj okolicy nad Rosią najpiękniejszą, najbystrzejszą rzeką na Ukrainie. Roś kilku wodospadami ozdabia Korsuń. Na jednej z wysepek, których jest kilka na Rosi zbudował królewski pałac, na drugiej założył ogród przyjemny i zajmujący. Roku 1781 pałac skończono, w 6 lat po objęciu przez X. Stanisława téj fortuny. Fundował szpital dla chorych w kilku salach, założył szkołę tańców dla młodzieży włościańskiej płci obojéj, wymurował w Kaniowie klasztor i szkoły dla XX. Bazylianów, które od roku 1782 publicznie otworzył. Rządził niémi X. opat Fizykiewicz bardzo znakomity w tym czasie, tylekrotnie przez Kołłątaja wspominany, poważany też przez Komisją Edukacyjną i uczonych ludzi tego czasu.

{{Cytat}} Nieznane pola: "align", "text" oraz "width".

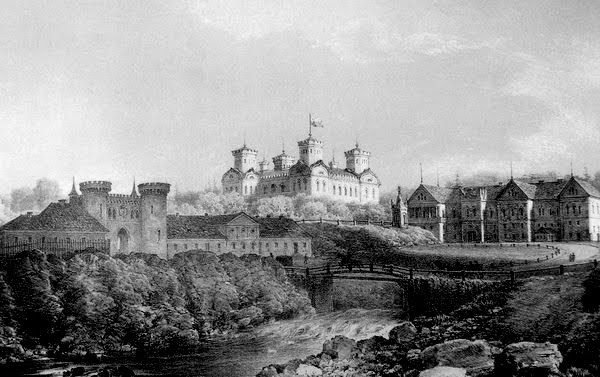
Pałac na rys. Napoleona Ordy ok. 1870 r.

Po III rozbiorze Polski swoje dobra sprzedał carowi Pawłowi I, który przekazał je żonie Piotra Łopuchina. Łopuchin wybudował piękną cerkiew, wysadzoną przez bolszewików w 1930 r.
Często przebywał tu Taras Szewczenko – szkicował pałac i okolice.
Był siedzibą gminy korsuńskiej w dawnym powiecie kaniowskim.
Podczas okupacji hitlerowskiej, w październiku 1941 roku Niemcy utworzyli getto dla żydowskich mieszkańców. Przebywało w nim około 800 osób. W październiku 1941 roku Niemcy zlikwidowali getto, a Żydów zamordowali w Kaniowie. 
W czasie II wojny światowej w 1944 r. odbyła się zwycięska bitwa wojsk radzieckich z Niemcami.
W 1989 roku Korsuń liczył 22 762 mieszkańców. W 2013 roku populacja miasta wynosiła 18 655 osób.

## Zabytki
- Pałac w Korsuniu Szewczenkowskim – neogotycki zespół pałacowy wybudowano w r.  1783 jako rezydencję Poniatowskiego, którą otaczał park krajobrazowy, obok były winnice i plantacje morwy. Pałac gruntownie przebudował Łopuchin. Po rewolucji w pałacu była siedziba władz partyjnych, dom wczasowy, szpital wojenny, a od 1945 r. Muzeum Bitwy Korsuńskiej z 1944 r. Obok zabytkowej bramy (z 1850 r.) budynek z ekspozycją poświęconą Bohdanowi Chmielnickiemu. Dawny park pałacowy jest obecnie Ogrodem Dendrologicznym.
- Domek Szwajcarski na wysepce na rzece Rosi.
- Zamek[7]

## Współpraca
- Chojnice, Polska